# NGC 6208
NGC 6208 (другие обозначения — OCL 964, ESO 179-SC14) — рассеянное скопление в созвездии Жертвенник.
Этот объект входит в число перечисленных в оригинальной редакции «Нового общего каталога».